# Felipe Checa
Felipe Checa Delicado (Badajoz, 24 de marzo de 1844-31 de marzo de 1906) fue un pintor y escritor (ocasional) español, conocido sobre todo por el acendrado virtuosismo compositivo y cromático de sus bodegones, cuadros de flores, paisajes o escenas costumbristas, en las que a menudo retrató sin crudeza ciertos hábitos poco edificantes de una parte del clero de finales del siglo XIX.
La mayoría de sus obras se conservan en la actualidad en el Museo Provincial de Bellas Artes (MUBA), cuantificables en más de un centenar, de la capital pacense. Sobresalen en este sentido Monje leyendo (1880), Aprovechar la ocasión (1896), Uvas y cobre (1897), La visita del vicario o (dentro ya de la pintura de historia de la época) El testamento de Isabel la Católica (copia del de Eduardo Rosales) o Felipe II recibe a Luis de Morales (s/f. Óleo sobre lienzo, 163 x 216 cm).

## Biografía

### Origen y aprendizaje
Felipe Checa Delicado nació en Badajoz el 24 de marzo de 1844 en la actual calle Sepúlveda, anteriormente llamada de la Sal Vieja n.º 20. Fue uno de los cinco hijos del matrimonio formado por el cacereños Juan Checa (perito agrónomo) y su esposa, Josefa Delicado, natural de Badajoz.
Tras estudiar durante cuatro años en el Instituto de Segunda Enseñanza de la capital con el barcarroteño José Caballero Villarroel (n. 1842) y José Gutiérrez de la Vega (hijo), en 1864, se matriculó en la Real Academia de Bellas Artes de San Fernando de Madrid, donde tomó clases del aragonés Pablo Gonzalvo y Joaquín Espalter y Rull. Tuvo como compañeros a Pradilla, Plasencia o Casimiro Sainz, entre otros.
Gracias a sus excelentes calificaciones, fue becado en noviembre de 1867 por la Diputación Provincial, lo que le permitió seguir su formación en la Escuela Superior de Pintura, a la vez que realizaba las consabidas copias de los grandes maestros del Prado (sobre todo Tiziano, Velázquez y Goya), algunas de las cuales se conservan aún en el Museo Provincia de Badajoz.
Ya en 1871, envió cuatro obras a la Nacional de Bellas Artes. También por estos años se trasladó a Málaga, donde por escaso tiempo ejerció como profesor en la Escuela de Bellas Artes. Pero la muerte de su padre en 1872 lo obligó a establecerse en Badajoz un año después y abandonar Madrid definitivamente.

### Madurez artística y fallecimiento

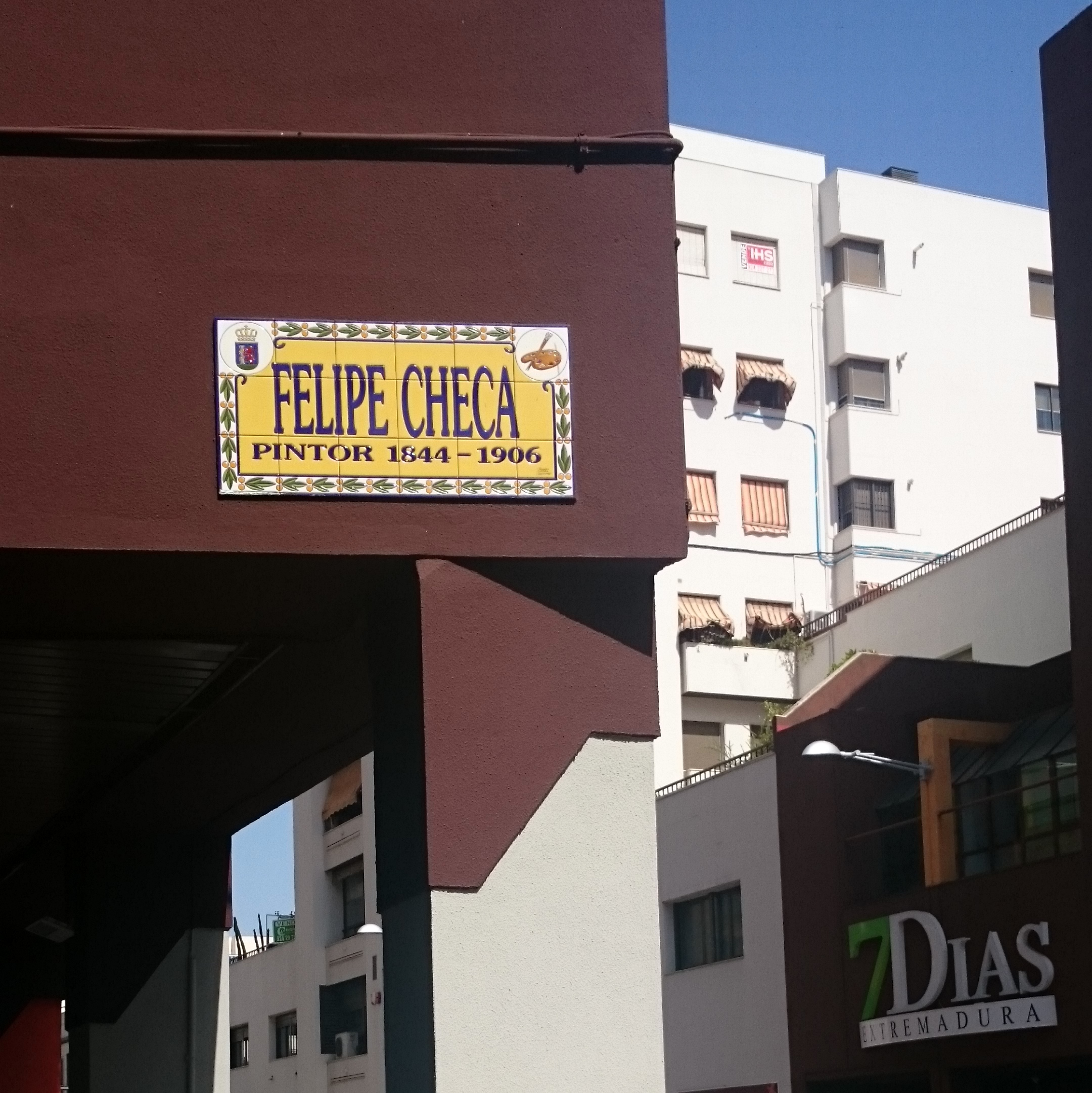
Rotulada con el nombre y apellido del pintor por acuerdo municipal de 9 de abril de 1906, la primitiva calle conocida como "Larga" y "Zumbadero" pasó a ser denominada "Flechas Negras" durante el franquismo, volviendo a llamarse "Felipe Checa" a partir de 1984.

En 1878, se expusieron varios cuadros del artista en un comercio de la corte, «que la autoridad gubernativa hizo que se retirasen» por su contenido marcadamente anticlerical.
Entre otros certámenes y exposiciones, concurrió a las Nacionales de Bellas Artes de 1881, 1887, 1890, 1899 y 1901, Juegos Florales de Sevilla de 1875, Exposiciones Generales de Bellas Artes de Barcelona de 1891 (Mención Honorífica) y 1894, Exposición Regional Extremeña de 1892 (Medalla de Oro), Exposición Regional de Béjar (Salamanca) de 1903, organizada por la Sociedad de Pintores Castellanos (Diploma de Honor), etc.
En 1900, participó en una muestra colectiva celebrada en los salones de los hermanos Amaré de la calle Alcalá de Madrid junto a otros pintores de la importancia de Gonzalo Bilbao, Muñoz Degrain, Joaquín Sorolla, Federico Madrazo, Cecilio Pla o Jiménez Aranda.

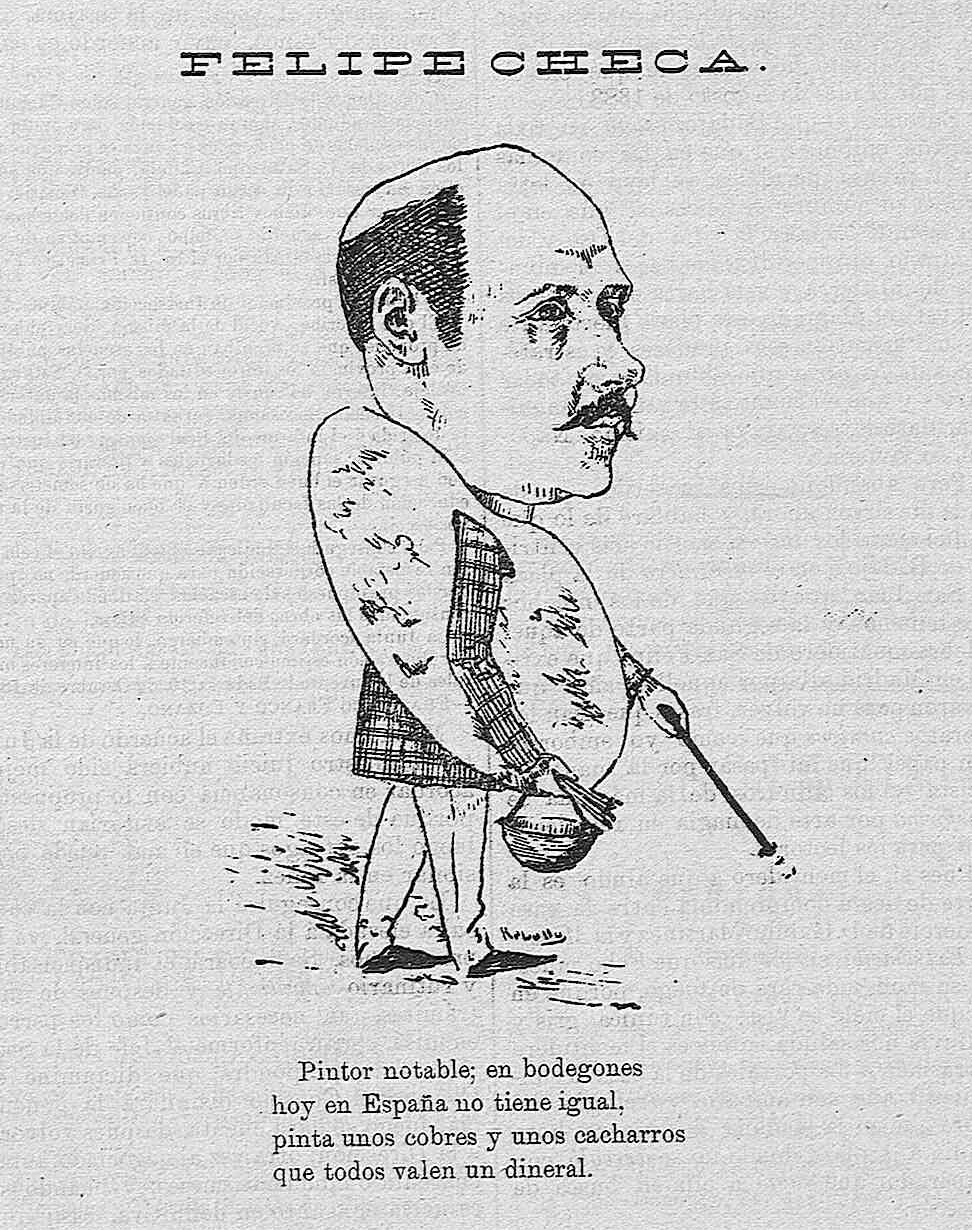
Caricaturizado por Rebollo en el periódico El Orden en 1893

Como escritor y crítico de arte, cabe mencionar sus colaboraciones en el Nuevo Diario de Badajoz (1904-1905), en las que se ocupó especialmente de las muestras organizadas por El Ateneo (firmadas por «Orbaneja») y la dedicada a Zurbarán (por Felipe Checa), celebrada en Madrid ese último año.
También por entonces, se inauguró en Badajoz el Gran Hotel Central, ubicado en la Plaza de la Constitución, actual Plaza de España, decorado con obras del artista:

Este hotel, que es el mejor y más céntrico de Badajoz, situado en la Plaza de la Constitución, con jardines delante, cuenta con un magnífico comedor en la planta baja, decorado con cuadros del reputado pintor extremeño D. Felipe Checa…

— (17 mar. 1904). «Gran Hotel Central». Nuevo Diario de Badajoz (3504): 3.

Destacó asimismo «su labor dificilísima y constante […], pues gracias a ella muchos de sus discípulos se encuentran hoy con medios desahogados para vivir» como fundador y director de la Academia Municipal de Dibujo y Pintura (aprobada por el Ayuntamiento el 1 de mayo de 1876), cuyas clases –gratuitas y nocturnas, dedicadas a jóvenes sin recursos económicos– continuó impartiendo hasta su repentina muerte la noche del 31 de marzo de 1906.
Como refirió La Región Extremeña, el entierro, presidido por el alcalde Santos Redondo, constituyó  «una verdadera e imponente manifestación de duelo, al que se asociaron todas las clases sociales».
El Ayuntamiento, por su parte, dedicó casi toda la sesión del día 9 de abril a recordar al pintor, elogiando su obra y lamentando su pérdida. Se subrayaron especialmente sus méritos artísticos, su modestia… Tras las encomiásticas intervenciones del alcalde y algunos concejales, se acordó:

Colocar una lápida [con] las fechas de su nacimiento y defunción en la casa donde vio por vez primera la luz; dar su nombre y apellido a una de las calles o plazas de esta población; y crear un premio anual de doscientas cincuenta pesetas que se denominará "Felipe Checa", el cual será adjudicado al alumno que más se distinga en la clase de la Escuela Municipal de Dibujo que desempeñara el finado prestando inapreciables y valiosísimos servicios de educación y dando altísimas y relevantes pruebas de sus admiradas y reconocidas condiciones de pintor insigne e inimitable.

## Análisis de la obra

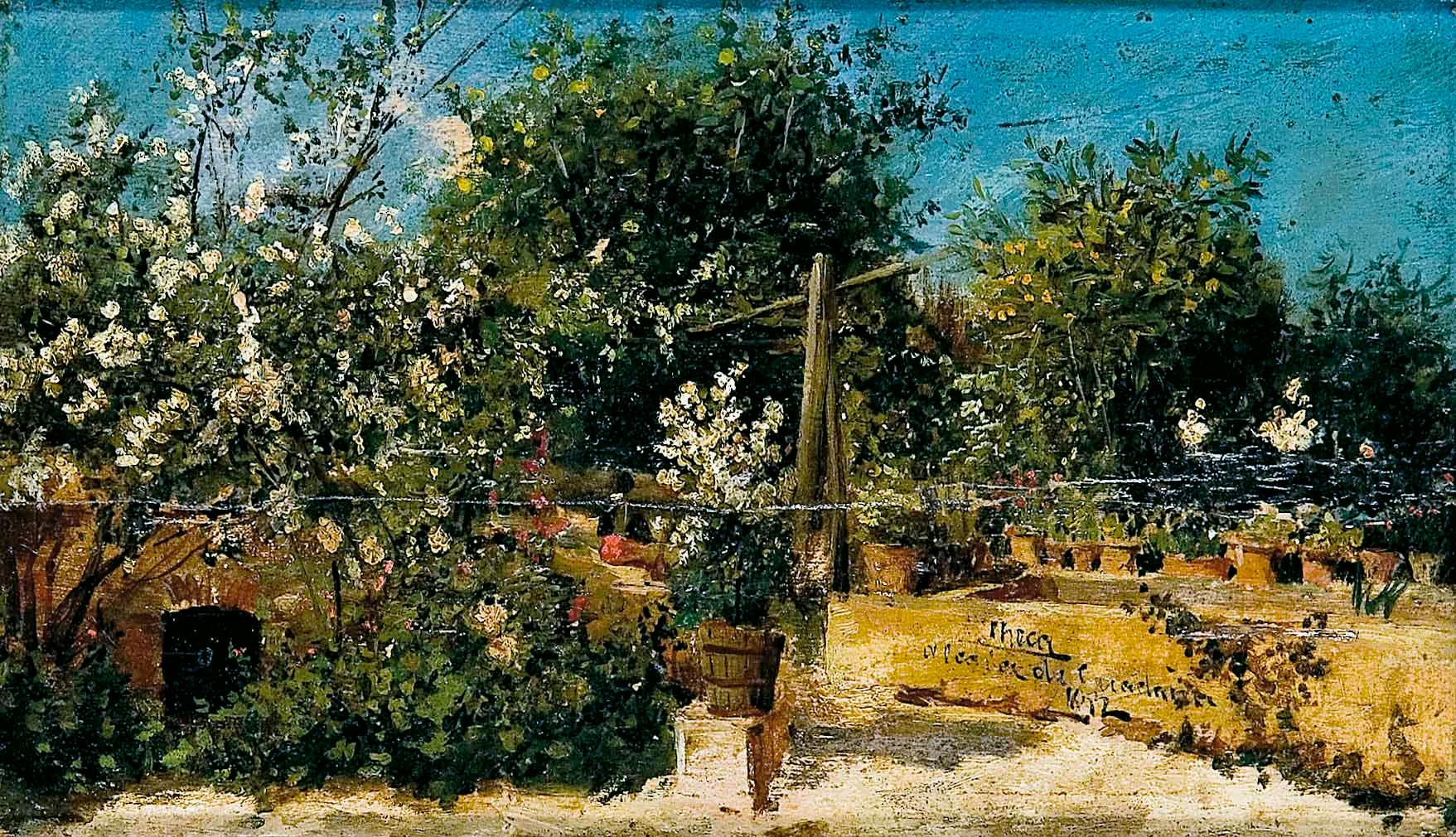
Jardín en primavera, 1872. Óleo sobre madera, 13 x 23 cm.

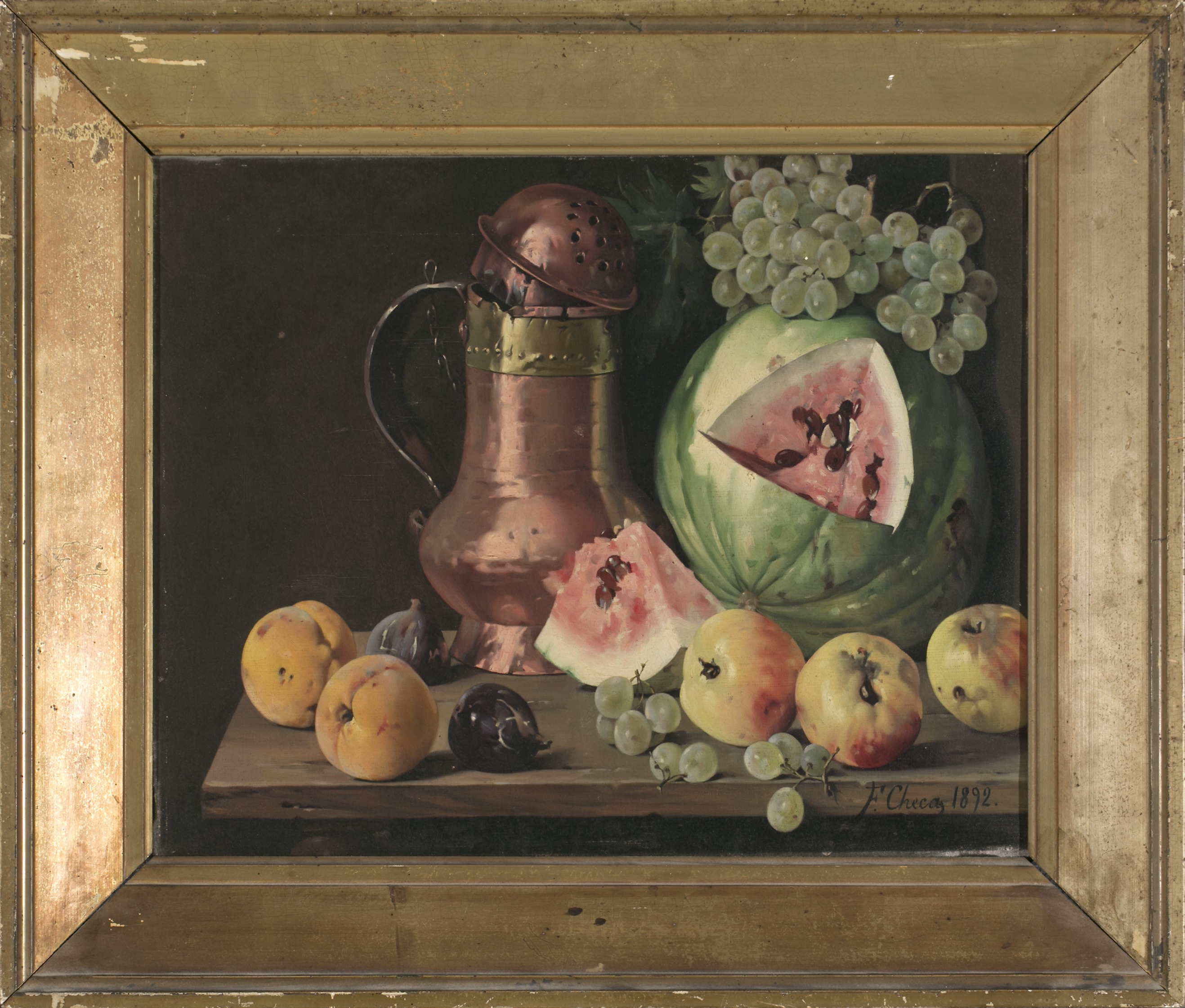
Bodegón, 1892. Óleo sobre lienzo, 40 x 50 cm.

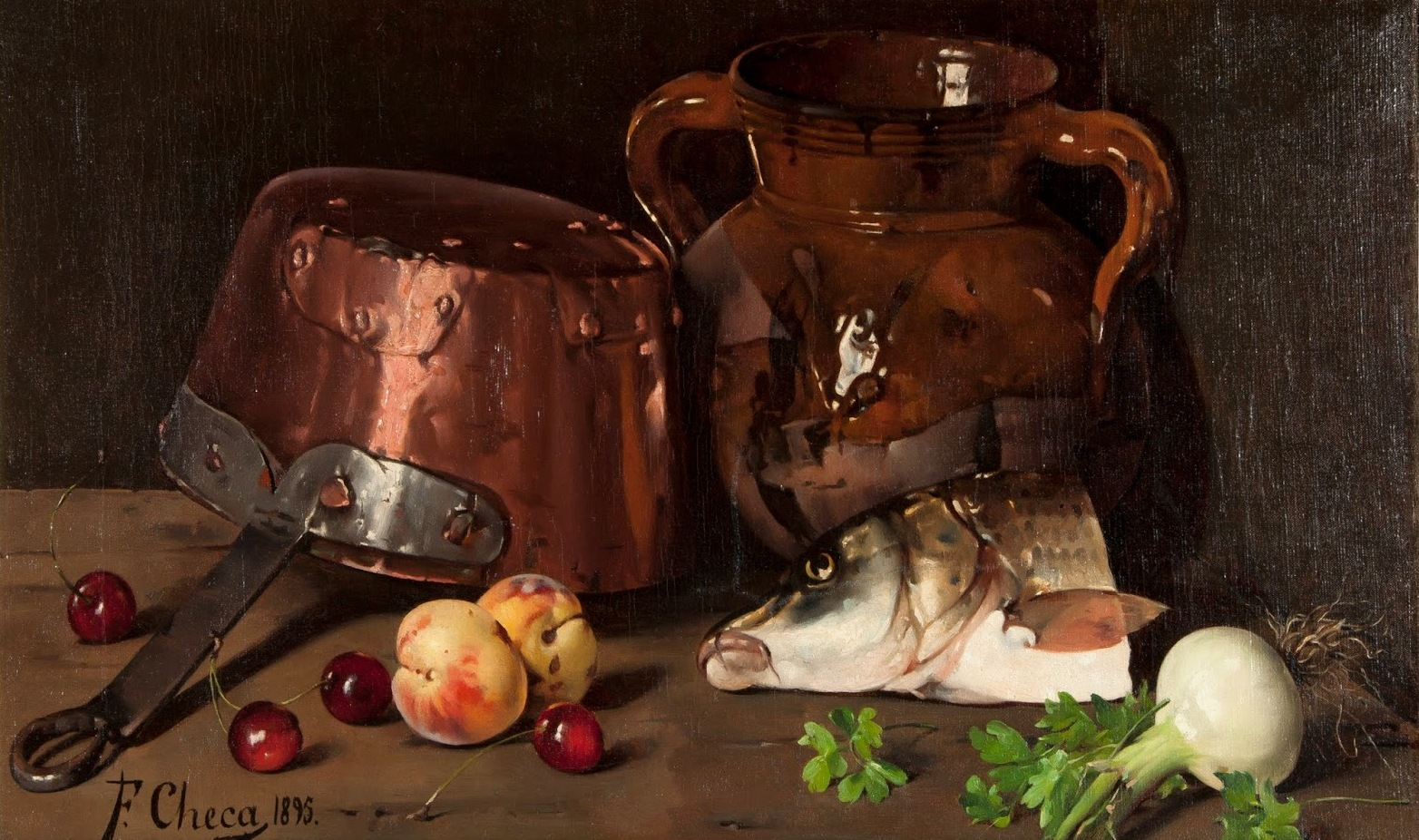
Bodegón, 1895. Óleo sobre lienzo, 32 x 51 cm.

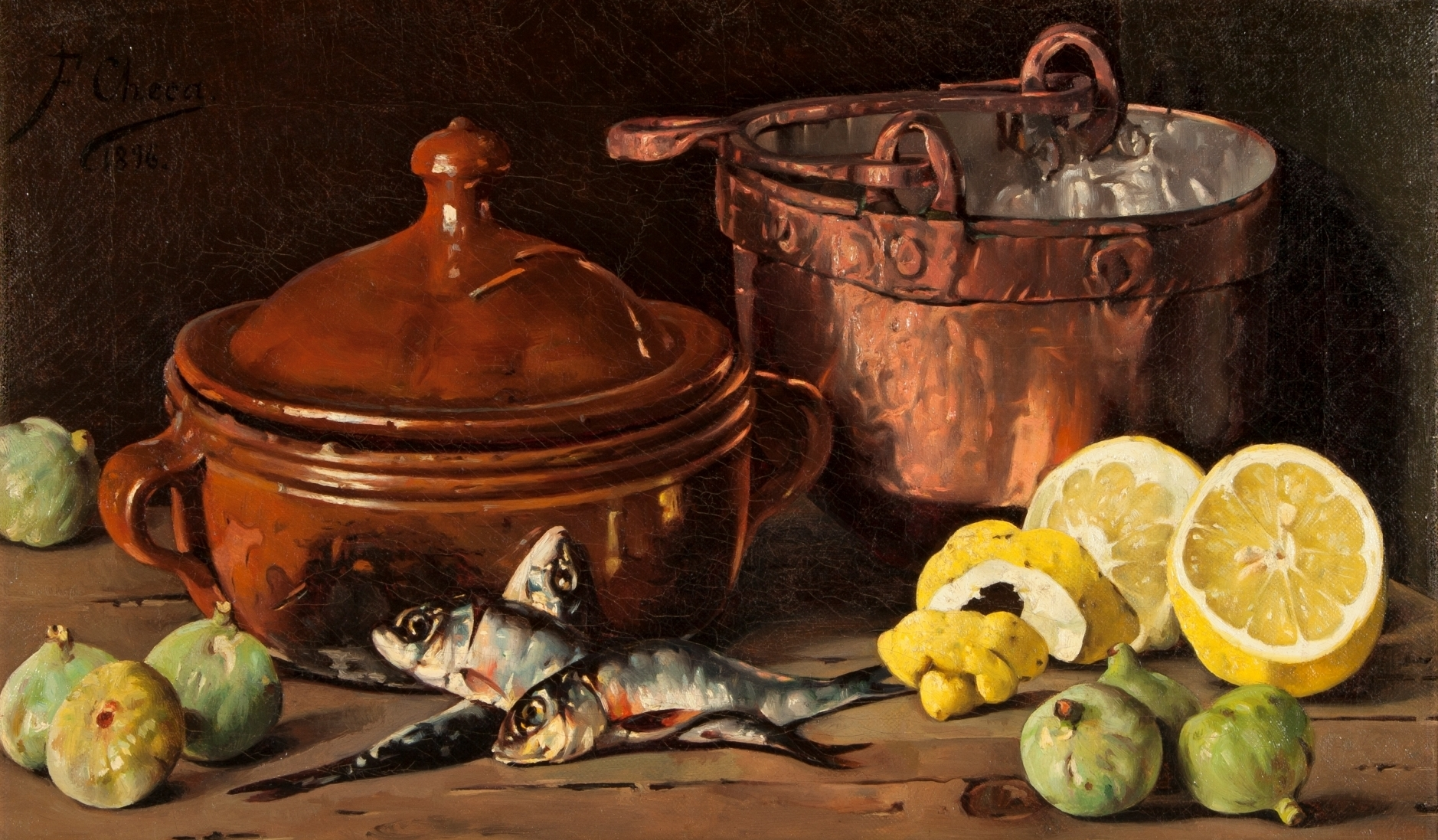
Bodegón, 1896. Óleo sobre lienzo, 31 x 52 cm.

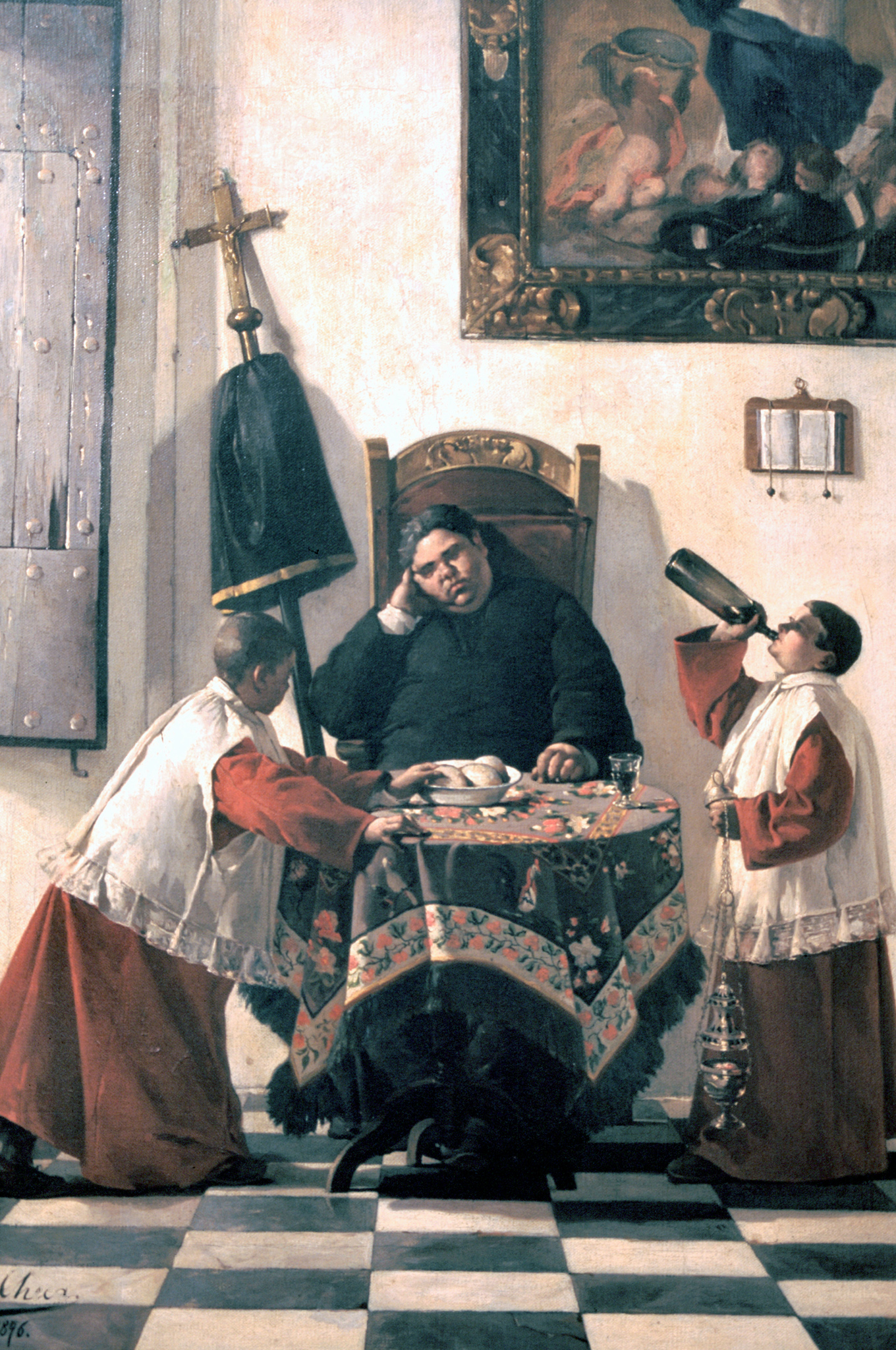
Aprovechar la ocasión, 1896. Óleo sobre lienzo.

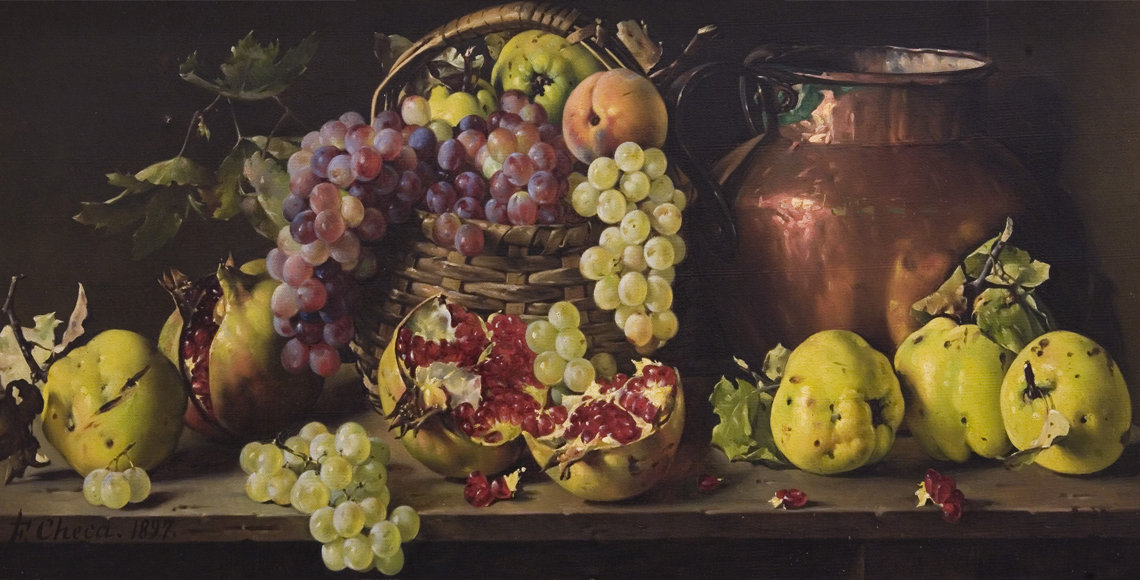
Uvas y cobre o Bodegón de las granadas, 1897. Óleo sobre lienzo,
42 x 84 cm.

Como ya se ha mencionado anteriormente, la producción artística de Checa abarca una extensa variedad de temas entre los que se encuentran paisajes, marinas y alegorías, cuadros de flores (Lirios, 1904), obras religiosas (Santa Teresa, Virgen, Monje leyendo), retratos y autorretratos…, si bien merecen especial mención sus conocidas pinturas costumbristas, ejecutadas «con sentido crítico y fino anticlericalismo», dentro siempre de un mismo lenguaje realista, calidad plástica y exquisito virtuosismo compositivo y cromático. Desde el punto de vista técnico, junto a los habituales óleos sobre lienzo, se hallan también algunas acuarelas como Soldado de los Tercios, Mujer con sombrilla, Mujer con cántaro, Caballero leyendo, Vista de pueblo, etc.
Pero, sin duda, son sus bodegones, buena parte de los cuales se conservan en el MUBA, los que más han suscitado el interés de la crítica especializada, para quienes el autor está considerado como el artista que mejor recoge la tradición bodegonística española en Extremadura en el transcurso de los siglos XIX al XX.
De su estudio, el profesor Hernández Nieves deduce las siguientes características:
- Sus elementos preferidos son las frutas (uvas, higos, melones, sandías, ciruelas…) y las vasijas de cobre. El cristal aparece en ocasiones en fruteros, platos, licoreras… Las carnes y los pescados (casi siempre carpas) son excepcionales.
- Los diferentes objetos aparecen muy cerca del espectador, sobre una mesa, con un punto de vista ligeramente alto y un fondo neutro.
- Salvo el del Bodegón del jarrón de Talavera, su formato es apaisado.
- No se observa un excesivo desvelo por la simetría –ni un desorden absoluto–, pudiendo hablarse más bien de una cierta «disposición calculada».[22]
- El esmerado dibujo, el color natural y calidades de los distintos objetos representados dotan a estas piezas de un fuerte realismo, lo que favorece activamente el acertado tratamiento de la luz, lateral proveniente del lado izquierdo.

## Obras de Felipe Checa

### Museo Provincial de Bellas Artes de Badajoz(MUBA)
Bodegones (selección)
- El pollo pelado, 1881. Óleo sobre lienzo.
- Uvas y melocotones, 1886. Óleo sobre lienzo.
- Cobre y frutas o Bodegón de las naranjas y limones, 1892. Óleo sobre lienzo.
- Frutas y cobre, 1896. Óleo sobre lienzo.
- Frutero y cobre, 1897. Óleo sobre lienzo.
- Uvas y cobre o Bodegón de las granadas, 1897. Óleo sobre lienzo, 42 x 84 cm.
- Bodegón del jarrón de Talavera, 1899. Óleo sobre lienzo.
- El melón, 1901. Óleo sobre lienzo.
- Ciruelas, 1901. Óleo sobre lienzo.
- Peras, 1901. Óleo sobre lienzo.
- Melocotones, 1901. Óleo sobre lienzo.
- Higos y melocotones, 1901. Óleo sobre lienzo.
- Higos, 1901. Óleo sobre lienzo.
- Higos verdes, 1901. Óleo sobre lienzo.
- Raja de sandía, 1901. Óleo sobre lienzo.
- Cerezas, 1902. Óleo sobre lienzo.
- Fresas, 1902. Óleo sobre lienzo.
- Sandía, 1904. Óleo sobre lienzo.
- Bodegón del melón, 1904. Óleo sobre lienzo.
- Bodegón de la sandía, 1905. Óleo sobre lienzo.
- Naranjas, s/f. Óleo sobre lienzo.
- Uvas blancas, s/f. Óleo sobre lienzo.
- Uvas, s/f. Óleo sobre lienzo.

### Museo del Prado
- Bodegón, 1895. Óleo sobre lienzo, 32 x 51 cm.
- Bodegón, 1896. Óleo sobre lienzo, 31 x 52 cm.

### Otras (por orden alfabético)
- Aprovechar la ocasión, 1896. Óleo sobre lienzo. Museo de Bellas Artes de Badajoz.
- Bodegón, 1895. Óleo sobre lienzo. Museo de Cáceres.
- Cesto de flores, s/f. Óleo sobre lienzo, 59 x 100 cm.
- Claveles, s/f. Óleo sobre lienzo, 75 x 40 cm. Col. particular.
- Costa rocosa con barcos y gaviotas, s/f. Óleo sobre lienzo, 48,3 x 73,7 cm.
- Felipe II recibe a Luis de Morales, s/f. Óleo sobre lienzo, 163 x 216 cm. Museo de Bellas Artes de Badajoz.
- Jardín en primavera, 1872. Óleo sobre madera, 13 x 23 cm.
- Jarra de rosas y crisantemos, s/f. Óleo sobre lienzo, 76 x 41 cm.
- Jarrón con flores, s/f. Óleo sobre lienzo, 60 x 99 cm.
- Lirios, 1904. Óleo sobre madera, 33 x 17 cm. Museo de Bellas Artes de Badajoz.
- Molinos, 1884. Óleo sobre lienzo, 38 x 63,8 cm. Col. particular.
- Monje leyendo, 1880. Óleo sobre lienzo, 95 x 60 cm. Museo de Bellas Artes de Badajoz.
- Paisaje costero, s/f. Acuarela sobre papel, 51 x 27 cm.
- Ramo de flores, 1893. Óleo sobre lienzo, 80 x 30 cm.
- Retrato de Josefa Delicado (madre del pintor), 1872. Óleo sobre lienzo, 30 x 36 cm. Col. particular, Badajoz.
- Vaya chavó, 1878. Óleo sobre lienzo, 46 x 36 cm. Col. particular, Badajoz.
- Vista de pueblo, s/f. Acuarela sobre papel, 36 x 25,5 cm.

## Hemerografía
Desde el martes 24 del actual de siete a ocho y media de la noche, quedará abierta en la Escuela Municipal de Dibujo y Pintura la matrícula gratuita para las clases de dibujo de figura, adorno, antiguo o yeso, copia de modelo vivo y acuarela, que con notable acierto dirige hace veinticinco años el competente y reputado artista D. Felipe Checa.

También quedará abierta en el mismo día la matrícula para las clases de dibujo geométrico y artístico a cargo del profesor D. José Rebollo.

— (22 sep. 1901). «Noticias generales». Nuevo Diario de Badajoz (2752): 2.

Anoche celebró sesión ordinaria la Sociedad Económica de Amigos del País.

Se acordó […] dirigir al profesor de la Escuela Municipal de Dibujo D. Felipe Checa un oficio laudatorio por los excelentes resultados que obtiene, expresándole la satisfacción que produce a la Sociedad Económica su laboriosidad y celo por la enseñanza.

— (17 nov. 1901). «Noticias generales». Nuevo Diario de Badajoz (2801): 2.

- — (2 abr. 1906). «Felipe Checa». La Región Extremeña (Badajoz) (9404): 2.

Ayer comenzó la feria, inaugurándose la Exposición de pinturas de artistas extremeños. En ella figuran preciosos lienzos de Hermoso, Mejía, Vadillo y Covarsí, y bonitos bodegones del malogrado pintor Felipe Checa.

C. (16 ago. 1906). «Exposición de pinturas en Badajoz». La Época (Madrid) (20 111): 2.

Se ha inaugurado la Exposición de pinturas de artistas extremeños, organizada por el Ateneo científico-literario, en la que se admiran preciosos lienzos de Mejía, Hermoso, Covarsí y Vadillo.

También hay hermosos bodegones del malogrado pintor badajocense Felipe Checa.

Fernando (16 ago. 1906). «Badajoz: Ferias y fiestas». El Imparcial (Madrid) (14 152): 2.

- Castaño Fernández, Antonio M. (may.-ago. 2013). «La Academia de Dibujo y Pintura de Badajoz en los comienzos del siglo XX». Revista de Estudios Extremeños (Badajoz: Servicios Culturales de la Excma. Diputación Provincial) LXIX (II): 813-854. ISSN 0210-2854.
- Hernández Nieves, Román (1997). «Bodegones de Felipe Checa en el Museo de Bellas Artes de Badajoz». Norba: Revista de Arte (Cáceres: Universidad de Extremadura: Servicio de Publicaciones) (17): 215-231. ISSN 0213-2214.
- Pedraja Chaparro, José M. (28 ene. 2006). «Realismo íntimo». ABC. El palo mayor (Madrid): 43.
- Ramos Rubio, José Antonio (2010). «Obras inéditas de pintores costumbristas extremeños». Alcántara: Revista del Seminario de Estudios Cacereños (Cáceres: Institución Cultural "El Brocense") (72-73): 205-210. ISSN 0210-9859.